# Автостопом по Галактике (роман)
«Автосто́пом по гала́ктике» (англ. The Hitchhiker’s Guide to the Galaxy; дословно «Путеводитель по Галактике для автостопщиков», «Путеводитель для путешествующих по Галактике автостопом», 1979) —   юмористический научно-фантастический роман английского писателя Дугласа Адамса. Первая книга одноимённой серии.

## Сюжет
Книга начинается с того, что дом главного героя Артура Дента пытаются снести для постройки новой автодороги. Чтобы остановить снос, Артур ложится перед бульдозером, после чего прибывает его друг Форд Префект. Форд рассказывает Артуру, что является пришельцем из окрестностей Бетельгейзе и что планету Земля планируют уничтожить для постройки гиперпространственной магистрали. Пытаясь спастись, друзья перемещаются на корабль инопланетной расы вогонов за считанные мгновения до того, как те уничтожают Землю. За незаконное проникновение их пытают поэзией вогонов (считающейся одной из худших во Вселенной), а затем выбрасывают в космос, где их подбирает корабль «Heart of Gold», украденный Зафодом Библброксом. Вместе с Триллиан и роботом Марвином Зафод разыскивает легендарную планету Магратея.

## История
Идея книги возникла у Адамса в Австрии, во время путешествия автостопом в Стамбул. Первоначально история воплотилась в виде радиопостановки для BBC Radio, премьера которой состоялась 8 марта 1978 года. После выхода последней серии радиопостановки Адамс получил предложение от двух издательств о публикации «Путеводителя…» как художественной книги. Адамс пригласил на роль соавтора Джона Ллойда, помогавшего ему писать сценарий двух последних серий для радиопостановки. Они уехали работать над книгой в Грецию, где сорвали все сроки сдачи рукописи.
В первые три месяца после выхода романа было продано 250 тысяч экземпляров.
В 2005 году, уже после смерти Адамса, роман был экранизирован Гартом Дженнингсом.

## Награды
- № 1 в списке бестселлеров Sunday Times (1979).
- «Golden Pen» (от издателей в связи с продажей миллионной копии книги) (1984).
- В списке Waterstone’s Books/Channel Four «100 самых великих книг столетия» под номером 24 (1996).
- Роман «Автостопом по Галактике» занимает четвёртое место в списке «200 лучших книг по версии BBC» (2003).

## Персонажи в романе
- Артур Филип Дент (Arthur Dent) — главный герой; живёт один в маленьком домике на западе Англии. (Появление в гл. 1.)
- Мистер Проссер (Mr. L. Prosser) — чиновник городского совета. Сорок лет, толст, неопрятен. Прямой потомок Чингисхана, хотя и не подозревает об этом. (Гл. 1.)
- Форд Префект (Ford Prefect) — один из авторов «Путеводителя для путешествующих автостопом», застрявший на Земле на 15 лет. Родом с маленькой планетки где-то в окрестностях Бетельгейзе. Друг Артура. (Гл. 1.)
- Простетник Вогон Джелц (Prostetnic Vogon Jeltz) — командир корабля, на котором спасаются Артур и Форд, ненавидит автостопщиков. (Гл. 3.)
- Зафод Библброкс (Zaphod Beeblebrox) — двухголовый Президент имперского галактического правительства, на самом деле не обладающий никакой властью. Друг Форда Префекта и Триши МакМиллан. (Гл. 4.)
- Триллиан (Trillian), она же Триша МакМиллан (Tricia McMillan) — знакомая Артура, улетевшая с Зафодом Библброксом незадолго до уничтожения Земли. Второй выживший землянин помимо Артура Дента. (Гл. 4.)
- Марвин (Marvin) — маникально-депрессивный робот, работающий на космическом корабле «Золотое сердце». (Гл. 11.)
- Эдди (Eddy) -— бортовой компьютер производства Сириус Кибернетикс (англ. Sirius Cybernetics Shipboard Computer) — раздражающе приветливый компьютер на космическом корабле «Золотое сердце». (Гл. 12.)
- Слартибартфаст (Slartibartfast) — дизайнер ландшафтов с Магратеи, конструктор планет. Получил приз за разработку норвежских фьордов. (Гл. 22.)
- Лунквилл (Lunkwill) — программист компьютера Deep Thought. (Гл. 25.)
- Фук (Fook) — второй программист компьютера Deep Thought. (Гл. 25.)
- Глубокомысленный (англ. Deep Thought) — второй по вычислительной мощности из когда-либо созданных суперкомпьютеров. Был разработан с целью получения ответа на Великий Вопрос. Создатель величайшего суперкомпьютера — планеты Земля. (Гл. 25.)
- Маджиктайс (Majikthise) — философ Круксванского Университета. (Гл. 25.)
- Врумфондел (Vroomfondel) — философ Круксванского Университета. (Гл. 25.)
- Лунквол (Loonquawl) — новый программист компьютера Deep Thought. (Гл. 27.)
- Фукхг (Phouchg) — второй новый программист компьютера Deep Thought. (Гл. 27.)

## Сюжет по главам
Пролог: краткая история Земли, представление Путеводителя для автостопщиков, история начинается.
1. Дом Артура собираются разрушить, чтобы построить объезд. Форд Префект спорит с мистером Проссером и убеждает его лечь на землю перед бульдозером вместо Артура, а взамен ведёт Артура в бар.
2. Различные определения алкоголя. Пангалактический грызлодёр. Артур и Форд идут в бар. Форд сообщает Артуру, что он не из Гилфорда и что скоро конец света.
3. Путеводитель по галактике о полотенцах; Артур пытается остановить рабочих, разрушивших его дом. Вогоны взрывают Землю.
4. Читателю представлен Зафод Библброкс. Во время церемонии открытия «Золотого сердца» он кидает в толпу паралитическую бомбу.
5. Немного рассказывается о вогонах, а Артур и Форд, как оказалось, попали на корабль вогонов. Форд вставляет Вавилонскую рыбку в ухо Артура, чтобы он мог понимать другие языки, и тот начинает слушать разговоры вогонов по внутренней связи.
6. Вогоны обнаружили присутствие на корабле двоих автостопщиков. Путеводитель рассказывает о Вавилонской рыбке, а Артур пытается примириться с тем, что его планета была уничтожена. Вогоны вот-вот придут и схватят Артура и Форда.
7. Простетный Вогон Джельц читает свои стихи Артуру и Форду. Форд воспринимает это как пытки. Артур пытается сказать Джельцу, что ему нравится его поэзия, но он всё равно приказывает выбросить автостопщиков в космос. Пока вогон-охранник ведёт их на смерть, Форд пытается убедить того сменить карьеру и заодно оставить их в живых, но это не работает. Артура и Форда вышвыривают в космический вакуум.
8. Путеводитель говорит, что космос «умопомрачительно громаден», но Артур и Форд были спасены, несмотря на совершенную невероятность такого события.
9. Форд и Артур испытывают ряд очень странных происшествий и в конечном итоге обнаруживают, что они находятся на космическом корабле «Золотое сердце».
10. Обсуждается двигатель на Бесконечной Невероятности.
11. Зафод и Триллиан на корабле. Они отправляют Марвина за автостопщиками. Марвин находит Форда и Артура, и Форд узнаёт, что корабль, на котором они оказались, угнан Зафодом.
12. Триллиан сообщает Зафоду, что они подобрали автостопщиков именно в том секторе, из которого Зафод её увёз. Бортовой компьютер, по мнению Зафода, несёт какую-то чушь про влияние телефонных номеров на жизнь людей.
13. Марвин доставляет Форда и Артура на капитанский мостик. Зафод и Форд уже знакомы, а Зафод был парнем, который увёл девушку, с которой Артур познакомился на вечеринке. Триллиан — та самая девушка, они снова встречаются на звездолёте.
14. Все кроме Артура не могут заснуть. Артур просыпается, когда они находят легендарную планету Магратея.
15. Путеводитель рассказывает о Магратее.
16. Форд и Зафод спорят, существует ли Магратея на самом деле. Они наблюдают за восходом двух солнц, читателю сообщается, что герои переживут атаку, описанную в следующей главе.
17. Запись автоответчика на планете сообщает, что они на орбите Магратеи и что две ядерные ракеты нацелены на звездолёт. Компьютер включает ручное управление, и они едва не разбиваются, когда Артур нажимает кнопку Невероятностного двигателя.
18. Корабль в порядке, только выглядит по-новому; две боеголовки превратились в горшок с петунией и очень удивлённого кашалота. Кашалот радуется жизни, пока не разбивается о поверхность планеты, а горшок с петунией думает «только не это опять».
19. Зафод изменил личность компьютера на более матриархальную, и компьютер пытается остановить их высадку на Магратею, но они всё равно уходят.
20. Герои исследуют Магратею и находят кратер, образовавшийся от падения кита. В кратере они находят подземный проход. Они оставляют Артура и Марвина охранять его. Остальные отправляются исследовать проход и обсуждают причины, побудившие Зафода отправиться в это путешествие. Они попадают в ловушку и теряют сознание от какого-то газа.
21. Артур и Марвин одни в кратере. Наконец у Артура кончается терпение, и он решает уйти, но натыкается на какого-то старика.
22. Артур встречает Слартибартфаста, который ведёт его внутрь планеты. Слартибартфаст сообщает Артуру, что магратейцы спали пять миллионов лет и теперь начали просыпаться.
23. Люди — не самые разумные создания на земле, а только третьи по разуму. Вторыми были дельфины.
24. Артур и Слартибартфаст отправляются к тому месту, где магратейцы строят планеты. Земля сконструирована заново.
25. Обсуждается история Магратеи и Думателя. Lunkwill и Fook задают Думателю Главный вопрос. Думатель сообщает, что для ответа на вопрос потребуются 7,5 миллионов лет, Vroomfonel и Majikthise боятся потерять работу.
26. Слартибартфаст показывает Артуру запись — Sens-O-Tape — о том, что случилось на Магратее через 7,5 миллионов лет.
27. Артур смотрит запись. Чтобы услышать от Думателя ответ на Главный вопрос, собрались толпы людей. Loonquawl и Phouchg спрашивают, каков ответ, и слышат: «Сорок два».
28. Loonquawl и Phouchg расстроены и боятся, что народ убьёт их за бессмысленный ответ. Думатель отвечает, что он создаст другой компьютер, Землю, для того, чтобы найти Главный вопрос.
29. Зафод, Триллиан и Форд очнулись в иллюзорном мире, сделанном магратейцами. Зафод рассказывает о себе и о том, почему ему нужна Магратея. Их ведут к мышам.
30. Слартибартфаст и Артур обсуждают Землю и Думателя. Артур отправляется к мышам.
31. Обсуждается природа болтовни. Артур встречает Форда, Зафода и Триллиана за роскошной трапезой и видит двух белых говорящих мышек. Мыши хотят забрать мозг Артура, чтобы найти ответ на Главный вопрос. Триллиан и остальные пытаются его спасти.
32. На Магратею напали, герои убегают от мышей, но в них стреляют полицейские.
33. Стрельба прекращается, и они решают посмотреть, что случилось. Полицейские мертвы, герои улетают на летающей машине Слартибартфаста.
34. Герои обнаруживают причину смерти полицейских — полицейский корабль покончил с собой после того, как Марвин поговорил с ним о мире.
35. Герои снова на «Золотом сердце» и решают отправиться в ресторан «На конце Вселенной».